# Hitechpros
Hitechpros est une entreprise française qui favorise les affaires entre l’ensemble des acteurs du marché des services informatiques : les Directions Informatiques, les Entreprises de Services du numérique (ESN), les Freelances, les Centres de Formation en informatique et les Éditeurs de Logiciels.

## Historique

### De 1999 à 2003 : Création du site et ouverture d’accès aux acteurs du monde informatique
En juillet 1999, Claude Curs et Rachid Kbiri Alaoui lancent le site www.hitechpros.com. La mission du site est de rassembler les SSII françaises notamment grâce au service de bourse d’inter-contrats. En 2001, Hitechpros ouvre l'accès du site aux Informaticiens Indépendants, leur permettant ainsi de trouver des missions auprès des SSII et des Directions Informatiques. 
Est conçu dans la même année ShortlistManager.com, logiciel de gestion des achats de prestations informatiques. L'ouverture du site aux centres de formation en informatique se fait en 2002. Ces derniers peuvent désormais répondre en ligne aux demandes de formation des SSII et des Directions informatiques. 
2003 est l'année de création de l'activité Hitechpros Staffing, qui est un service proposant aux donneurs d'ordres d'externaliser leurs achats de prestations intellectuelles informatiques. Ce service représente aujourd'hui un levier économique important pour Hitechpros. Un nouveau service est lancé durant la même année, il s'agit de Hitechpros.biz qui est une place de marché dédiée aux rapprochements des sociétés spécialisées dans le secteur informatique par le dépôt d'annonces de cession ou d'acquisition.

### De 2005 à 2008 : Diversification des offres
En 2005, Hitechpros lance une offre de portage salarial spécialement destinée aux Indépendants Informaticiens, elle est nommée Hitechliberty. Puis en 2006, Hitechpros est introduit en bourse sur Alternext (code : ALHIT.) En 2007, Hitechpros obtient finalement le label d'entreprise innovante par OSEO Anvar. En 2008, l'offre Hitechpros.biz s'enrichit d'un service de rapprochement gérant la totalité du processus (achat/vent) afin d'accompagner les acquéreurs et cédeurs tout au long de l'opération.

### De 2009 à 2014 : Évolution capitalistique
En 2009, Hitechpros crée le holding HTP Manager qui regroupe les participations de direction. Trois ans plus tard, en 2012, HTP Manager lance une OPA sur la totalité des titres Hitechpros, ce qui permet à HTP Manager et donc à la direction de détenir 76,4 % de Hitechpros
En 2013, Hitechpros met en place un programme de rachat d'actions. C'est en 2014 qu'est réalisée une réduction du capital social par annulation de 10 % des actions auto-détenues. La direction détient alors 84,9 % du capital de Hitechpros.

### La direction
La société est dirigée par Ebrahim Sammour, actuellement président-directeur général, présent dans l’entreprise depuis sa création et actionnaire majoritaire par sa détention de 58 % du capital.